# مارتي هاغ
مارتي هاغ (بالإنجليزية: Marty Haag)‏ هو صحفي أمريكي، ولد في 1934، وتوفي في 2004 بسبب سكتة.